# Деснянська новокам'яна культура
Деснянська новокам'яна культура —
археологічна культура середнього й пізнього неоліту у верхньому і середньому Подесінні.
Датують 3500-2900 (2500) роками до Р.Х..
Виділена М. В. Воєводським в 1947 році, й у сучасному розумінні означена А.С. Смирновим. 
Має поділ на 2 етапи: 
- ранній (3500-3100 роки до Р.Х.),
- пізній (3100-2900 (2500) роки до Р.Х.).

## Вироби
Характерні гостродонні посудини, поверхня яких покрита розташованими в шаховому порядку втисненнями у вигляді ромбів. На пізньому етапі орнаментальні композиції ускладнюються, втрачається чіткість ромбів, часто переважає лапатий штамп, з'являються форми з виділеної шийкою і інше.
Кременеві індустрія на ранніх етапах близька льяловській культурі, на пізніх — волосівській культурі, мають поширення особливі знаряддя. 
Відомі напівземлянки різної форми, в основі господарства — полювання і рибальство.

## Походження
Ймовірно, походження пов'язано з льяловською культурою.
Деснянська новокам'яна культура змінює відому у середньому й верхньому Подесінні та у верхньому Пооччі культуру раннього неоліту, для якої характерна кераміка з накольчато-відступаючим (ранній етап; 4500-4000 роки до Р.Х.) та гребінчатим (пізній етап; 4000-3500 років до Р.Х.) орнаментом, яка продовжує традиції місцевого мезоліту при впливі культур Поволжя і Подніпров'я. 
За часів енеоліту на Десні з'являються пам'ятники Боровицького типу, пов'язані з північнішими культурами, а також пам'ятками, що підтверджують вплив культур південішої лісостепової зони.